# Eurycyde raphiaster
Eurycyde raphiaster är en havsspindelart som beskrevs av Loman, J.C.C. 1912. Eurycyde raphiaster ingår i släktet Eurycyde och familjen Ammotheidae. Inga underarter finns listade i Catalogue of Life.